# Башня принца Руперта
Ба́шня при́нца Ру́перта (англ. Prince Rupert's Tower) — башня в районе Эвертон города Ливерпуль, Англия. В первую очередь известна как символ футбольного клуба «Эвертон».

## История
Башня была построена в 1787 году и служила в качестве деревенской тюрьмы: использовалась как место удержания пьяниц и мелких преступников после их задержания констеблями. На следующий день они представали перед судом и, как правило, получали наказание в виде исправительных работ.
Своё наиболее используемое название — Башня принца Руперта — башня получила в честь Руперта Пфальцского, лидера противников парламента в ходе английской Гражданской войны. Во время подготовки к захвату Ливерпульского замка, проходившей на холме, где в будущем стала располагаться башня, принц Руперт посмотрел на город и произнёс слова: «Это гнездо вороны, которое может захватить любая компания школьников».

## Использование футбольным клубом «Эвертон»
В 1938 году секретарь футбольного клуба «Эвертон» Тео Келли разработал эмблему клуба, центральным элементом которой стала тесно связанная с районом Эвертон Башня принца Руперта. С тех пор башня является одним из главных символов клуба.
В мае 1997 года «Эвертон» выделил 15 000 фунтов стерлингов на реконструкцию башни.
Начиная с февраля 2014 года на башне установлена иллюминация, освещающая её традиционным для «Эвертона» синим цветом.